# Antilopenkänguru

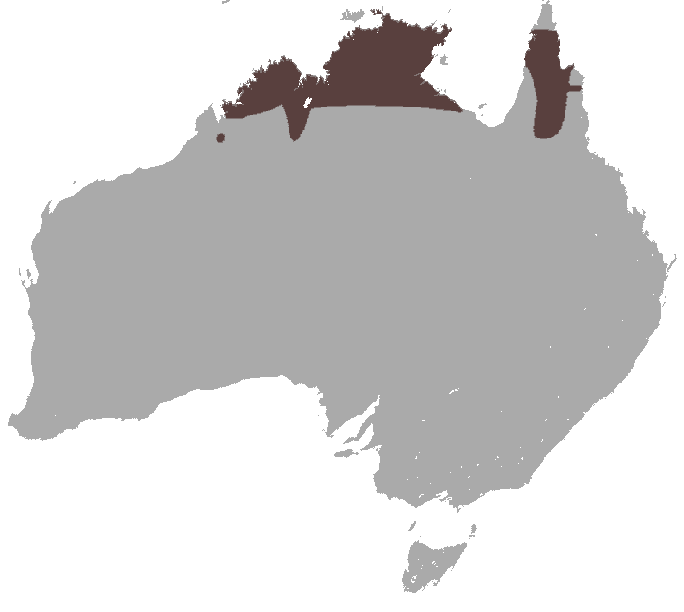
Verbreitungskarte des Antilopenkänguru

Das Antilopenkänguru (Osphranter antilopinus) ist eine Beuteltierart aus der Familie der Kängurus (Macropodidae). Es zählt zu den größeren und gleichzeitig wenig bekannten Känguruarten. 

## Merkmale
Antilopenkängurus sind große, relativ stämmig gebaute Tiere. Sie erreichen eine Kopf-Rumpf-Länge von 80 bis 106 Zentimetern und eine Schwanzlänge von 69 bis 81 Zentimetern. Ihr Gewicht beträgt 17 bis 37 Kilogramm, wobei die Männchen deutlich größer und schwerer werden als die Weibchen. Wie bei den meisten Kängurus sind die Hinterbeine deutlich länger als die Vorderbeine und der Schwanz ist lang und muskulös. Der Kopf ist relativ klein und langgestreckt, die Ohren sind groß. Das Fell der Männchen ist rötlichbraun, die Weibchen sind eher grau gefärbt. Darüber hinaus unterscheiden sich die Männchen durch eine Schwellung auf der Nase, die vermutlich der Kühlung dient und bei den Weibchen nicht vorhanden ist.

## Verbreitung und Lebensraum
Antilopenkängurus kommen in weiten Teilen des nördlichen Australien vor. Sie leben im nördlichen Western Australia, im nördlichen Northern Territory sowie auf der Kap-York-Halbinsel. Ihr bevorzugter Lebensraum sind offene, teilweise mit Gras bestandene Waldgebiete.

## Lebensweise
Diese Tiere besetzen im nördlichen Australien die ökologische Nische, die im inneren und südlichen Australien von den Roten und Grauen Riesenkängurus eingenommen wird. Es sind dämmerungs- oder nachtaktive Tiere, die tagsüber im Schatten der Bäume schlafen. Sie leben im Gegensatz zu den anderen Bergkängurus in Gruppen, die bis zu 30 Tiere umfassen können. Die Gruppen weisen eine lockere Struktur auf und sie haben wie bei allen Kängurus keine dauerhaften Verbindungen.
Antilopenkängurus sind reine Pflanzenfresser, die sich vorwiegend von Gräsern und Kräutern ernähren. Ein mehrkammeriger Magen hilft ihnen bei der Zersetzung der schwer verdaulichen Nahrung.
Nach rund einmonatiger Tragzeit bringt das Weibchen meist ein einzelnes Jungtier zur Welt. Dieses verbringt seine ersten Lebensmonate im Beutel der Mutter. Die verzögerte Geburt kann auch bei ihnen beobachtet werden.

## Systematik
Gemeinsam mit dem Bergkänguru und dem Schwarzen Bergkänguru bildet das Antilopenkänguru die Gruppe der Bergkängurus innerhalb der Gattung Osphranter, zu der außerdem das Rote Riesenkänguru (Osphranter rufus) gehört.
Der Artzusatz im wissenschaftlichen Namen ist aus der zoologischen Bezeichnung Antilope und der  lateinischen Endung -inus (ähnlich) zusammengesetzt. Er bezieht sich auf die vermutete Ähnlichkeit der Fellhaare beider Tiergruppen.

## Gefährdung
Antilopenkängurus kommen zwar in geringen Populationsdichten vor, haben aber ein großes Verbreitungsgebiet und sind darum laut IUCN nicht gefährdet. In einigen Regionen gehen die Bestände allerdings durch die Umwandlung ihres Lebensraums in Weidegebiete zurück.
In Europa wird die Art nicht mehr gehalten, ehemalige Halter sind Frankfurt, Halle, Köln und London.